# Щербаков, Владимир Иванович (певец)
Влади́мир Ива́нович Щербако́в (7 июля 1939, Ашхабад — 29 марта 2025, Германия) — советский и российский оперный певец (тенор), педагог. Народный артист РСФСР (1990).

## Биография
Владимир Иванович Щербаков родился 7 июля 1939 года в Ашхабаде в многодетной рабочей семье. Был старшим из семерых детей. После восьмилетней школы учился в ремесленном училище, где получил специальность электрика.
Проходил срочную военную службу в Советской армии. Работал электромонтёром в Саратовском экономическом институте.
С 1963 по 1968 год учился в Саратовской консерватории (класс Фаины Евсеевны Гарцман).
С 1968 года — солист Саратовского театра оперы и балета им. Н. Чернышевского. С 1975 по 1977 год — солист Ленинградского театра оперы и балета им. Кирова (ныне — Мариинский театр).
С 1977 по 1991 и с 1996 по 1999 год — солист Большого театра. Исполнял ведущие партии тенорового репертуара.
Также выступал как концертный певец. Гастролировал по стране и за рубежом, выступал с труппами Малого оперного театра Петербурга, Большого Варшавского театра, оперного театра Вроцлава.
С 1987 года — преподаватель Государственного музыкально-педагогического института имени Гнесиных (Российской академии музыки имени Гнесиных). С 2003 года преподавал в Центре оперного пения Галины Вишневской.
Скончался 29 марта 2025 года на 86-м году жизни.

## Награды и премии
- Народный артист РСФСР (24.04.1990) — за большие заслуги в области советского искусства.
- Заслуженный артист РСФСР (5.10.1983)[2].

## Оперные партии

### Саратовский театр оперы и балета
- «Кармен» Бизе — дон Хозе
- «Чародейка» Чайковский — Княжич
- «Трубадур» Верди — Манрико
- «Аида» Дж. Верди — Радамес
- «Пиковая дама» Чайковский — Герман
- «Евгений Онегин» Чайковский — Ленский
- «Богема» Пуччини — Рудольф

### Большой театр
- «Евгений Онегин» Чайковский — Ленский
- «Борис Годунов» Мусоргский — самозванец
- «Пиковая дама» Чайковский — Герман
- «Дон Карлос» Верди — дон Карлос
- «Садко» Римский-Корсаков — Садко
- «Иоланта» Чайковский — Водемон
- «Князь Игорь» Бородин — Владимир Игоревич
- «Иван Сусанин» Глинка — Богдан Собинин
- «Тоска» Пуччини — Каварадосси
- «Хованщина» Мусоргский — Андрей Хованский
- «Бал-маскарад» Верди — Ричард
- «Катерина Измайлова» Шостакович — Сергей
- «Кармен» Бизе — Хозе
- «Мазепа» Чайковский — Андрей
- «Паяцы» Леонкавалло — Канио
- «Сельская честь» Масканьи — Туридду
- «Семен Котко» Прокофьев — Семен
- «Ифигения в Авлиде» Глюк — Ахиллес
- «Аида» Верди — Радамес